# Poeciloscarta cardinalis
Poeciloscarta cardinalis är en insektsart som beskrevs av Fabricius 1803. Poeciloscarta cardinalis ingår i släktet Poeciloscarta och familjen dvärgstritar. Inga underarter finns listade i Catalogue of Life.